# Chloroclysta fluctuata
Chloroclysta fluctuata là một loài bướm đêm trong họ Geometridae.